# BB 9300
,,,

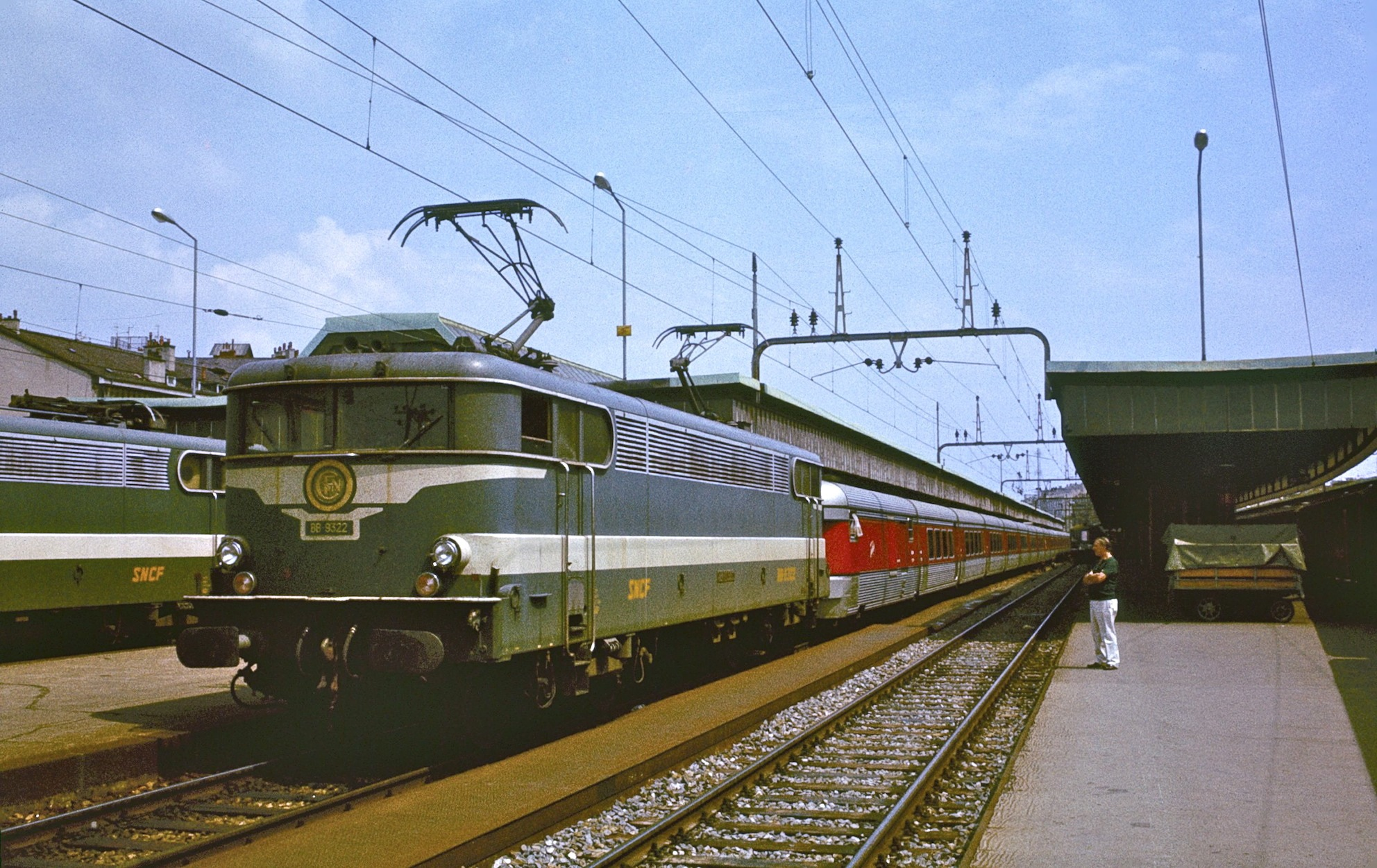
BB 9322 avec le TEE « Catalan Talgo » en 1979.

Les BB 9300 formaient une série de quarante locomotives électriques fonctionnant sous courant continu 1500V et mises en service par la SNCF à la fin des années 1960.

## Description
Sur le plan technique, ce sont des machines étroitement dérivées des BB 9200.
Elles sont équipées de pantographes unijambistes type AM18B, contrairement aux BB 9200  équipées de pantographes losanges type G.
Des différences entre ces deux séries sont notables au niveau des bogies, en particulier sur le système de suspension. Seuls les derniers numéros de BB 9200 étaient équipés du freinage rhéostatique, alors que toutes les BB 9300 en sont équipées. Les persiennes sont plus longues que sur les BB 9200. Le poste de conduite bénéficie d'une ergonomie nouvelle et des éléments standardisés équipant la plupart des machines construites à partir de 1965 (manipulateur-traction, commandes de freins, cadrans, interrupteurs, voyants).

## Services effectués
- Dès leur livraison, elles sont affectées aux lignes de la région Sud-Est, pour assurer la traction des trains Rapides et Express.

- Quelques unités ont eu le privilège de tracter le prestigieux TEE Mistral de 1967 à 1970, avant l'avènement des puissantes CC 6500.

- Les BB 9319 à 9331 ont été équipées de tampons spéciaux à compensation hydrostatique entre 1975 et 1981, nécessaires à la traction des rames Talgo III-RD de la Renfe sur les deux relations assurées par ce matériel :

- TEE "Catalan-Talgo" Genève - Barcelone, de Genève à Narbonne (traction thermique au-delà), durant la période où ce train transite via Lyon-Brotteaux au lieu de Grenoble.
- Train-couchettes "Barcelona-Talgo" Paris - Barcelone, de Paris-Austerlitz à Toulouse (traction thermique au-delà).
- En 1977, l'arrivée des nouvelles BB 7200 au dépôt de Villeneuve pour service sur l'artère Paris-Lyon-Marseille déclasse les BB 9300 moins puissantes. Elles gagnent alors progressivement le dépôt de Toulouse. À partir de 1981, la série entière regroupée à Toulouse assure des trains Express et Grandes Lignes entre Paris et Toulouse ou Bordeaux, et sur les lignes transversales du Sud-Ouest, ainsi que quelques trains de marchandises ou de messageries.

- À la fin des années 2000, les BB 9300 comme leurs cousines BB 9200 connaissent une forte baisse d'activité, en raison de l'apparition de nouveaux matériels automoteurs régionaux. Certaines sont garées sans utilisation, les autres restent en exploitation sur les relations Teoz, puis CIC et TER, toujours autour de Toulouse et Bordeaux. Elles sont encore régulièrement engagées pour effectuer les remontées de rames voyageurs vides entre Bordeaux et Juvisy.

- En 2012, la réaffectation au service voyageurs de plusieurs BB 7200 provenant de l'activité Fret entraîne le déclin rapide de la série des BB 9300. Les machines Garées Bon État (GBE) ainsi que les machines déjà radiées sont acheminées en nombre vers l'entreprise de démolition de Culoz. À partir du mois d'avril 2013, il ne reste plus que quatre BB 9300 maintenues en service régulier. Fin 2013, seules deux BB 9300 subsistent en service facultatif, en raison des retards de livraison des nouveaux matériels régionaux.

- L'arrivée des nouvelles rames Régiolis a mis fin à l'utilisation commerciale des deux dernières BB 9300 le 30 juin 2014[5]. Elles sont officiellement radiées des inventaires le 2 septembre 2014.

- La BB 9301 vient étoffer la collection de la Cité du Train[6], alors que la BB 9319 est vouée à la démolition[5]

### Lignes desservies dans le passé
- Paris-Lyon - Dijon - Lyon - Valence - Avignon - Marseille
- Paris-Austerlitz - Toulouse
- Paris-Austerlitz - Tours
- Dijon - Bourg-en-Bresse (dès mai 1970)
- Dijon - Dôle
- Mâcon - Ambérieu
- Culoz - Chambéry
- Lyon - Saint-Étienne
- Lyon - Genève (en service international)
- Genève - Lyon-Brotteaux - Valence - Avignon - Nîmes - Montpellier - Béziers - Narbonne (en service international)
- Montpellier - Béziers - Narbonne - Perpignan - Cerbère
- Marseille Saint Charles - Narbonne
- Toulouse - Bordeaux
- Toulouse - Narbonne
- Toulouse - Pau - Bayonne - Hendaye
- Toulouse - Foix - Latour-de-Carol
- Bordeaux - Irun (en service international)

(liste non exhaustive)

## Lignes desservies à partir de 2012
- Bordeaux - Bayonne - Hendaye - Irun
- Toulouse - Montauban - Brive
- Toulouse - Tarbes - Lourdes - Pau
- Toulouse - Montauban - Agen - Marmande - Bordeaux
- Bordeaux - Angoulême
- Bordeaux - Orléans - Juvisy (remonte de rames voyageurs vides)

## Dépôts titulaires
Le dépôt de Villeneuve a réceptionné les 40 machines de la série dès leur livraison, de 1967 à 1969. 
À partir de 1977, elles sont progressivement mutées vers le dépôt de Toulouse-Matabiau. 
Dès 1981, elles sont toutes titulaires de ce dépôt et le resteront jusqu'à la fin de leur carrière.

## Livrées
- Elles sont sorties d’usine en livrée vert foncé avec moustache blanche et logo rond sur les faces avant et persiennes soulignées de blanc
- Cette livrée fit place à une livrée légèrement plus claire avec une bande blanche sur les flancs et nouveau logo SNCF sur les faces avant
- À partir de 1985, elles reçurent systématiquement la livrée "Béton" gris béton à bande orange.
- 14 exemplaires reçurent la livrée "Multiservices" gris foncé
- Dans les années 2000, six locomotives furent repeintes en livrée "En voyage"

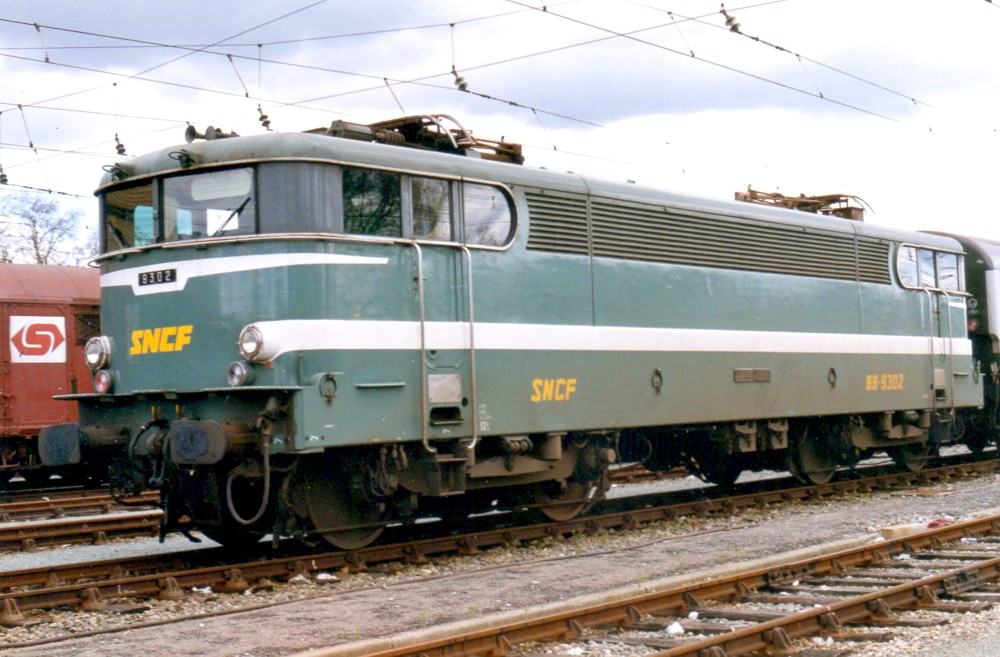
Livrée verte simplifiée
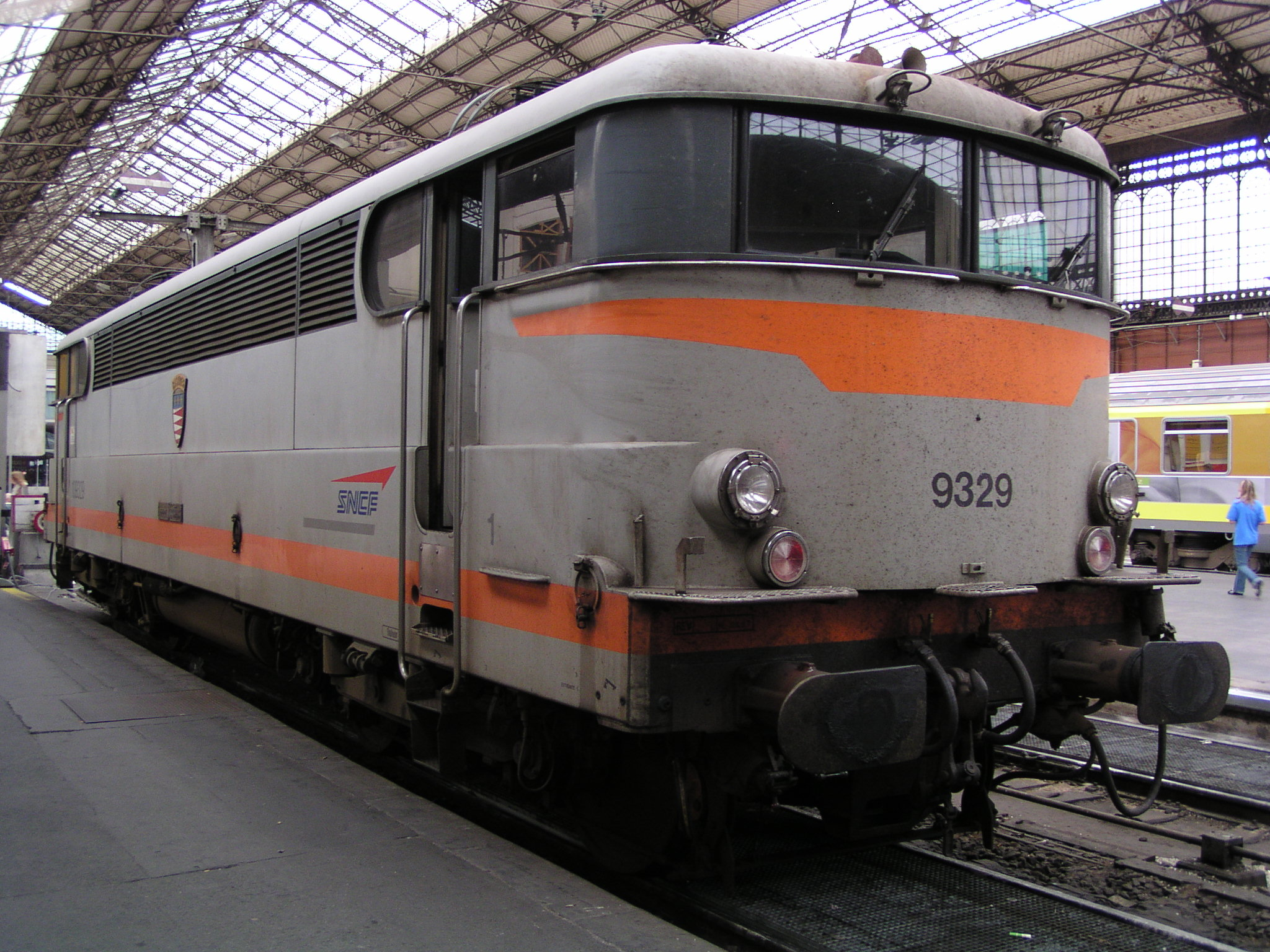
Livrée béton
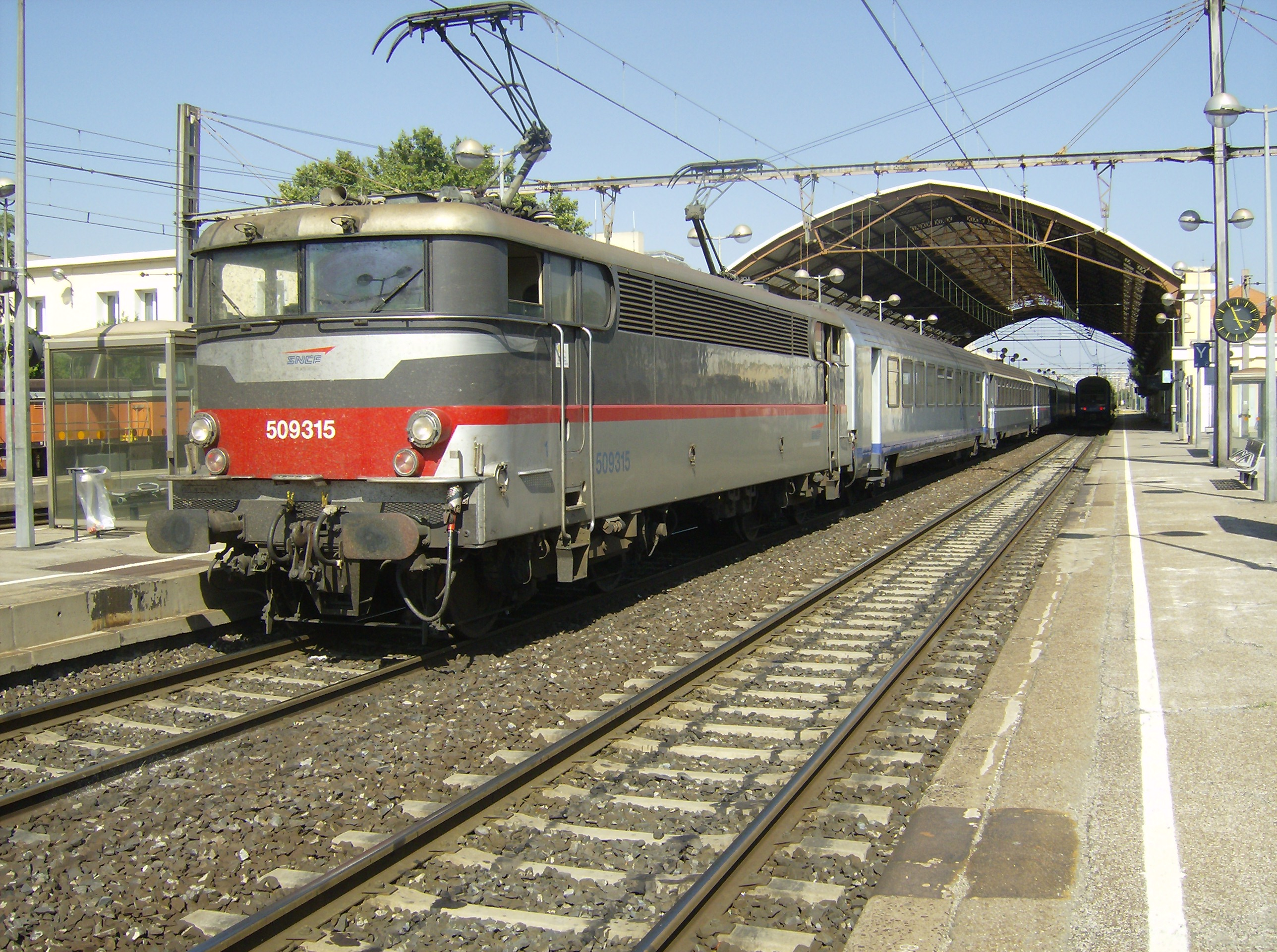
Livrée multiservice
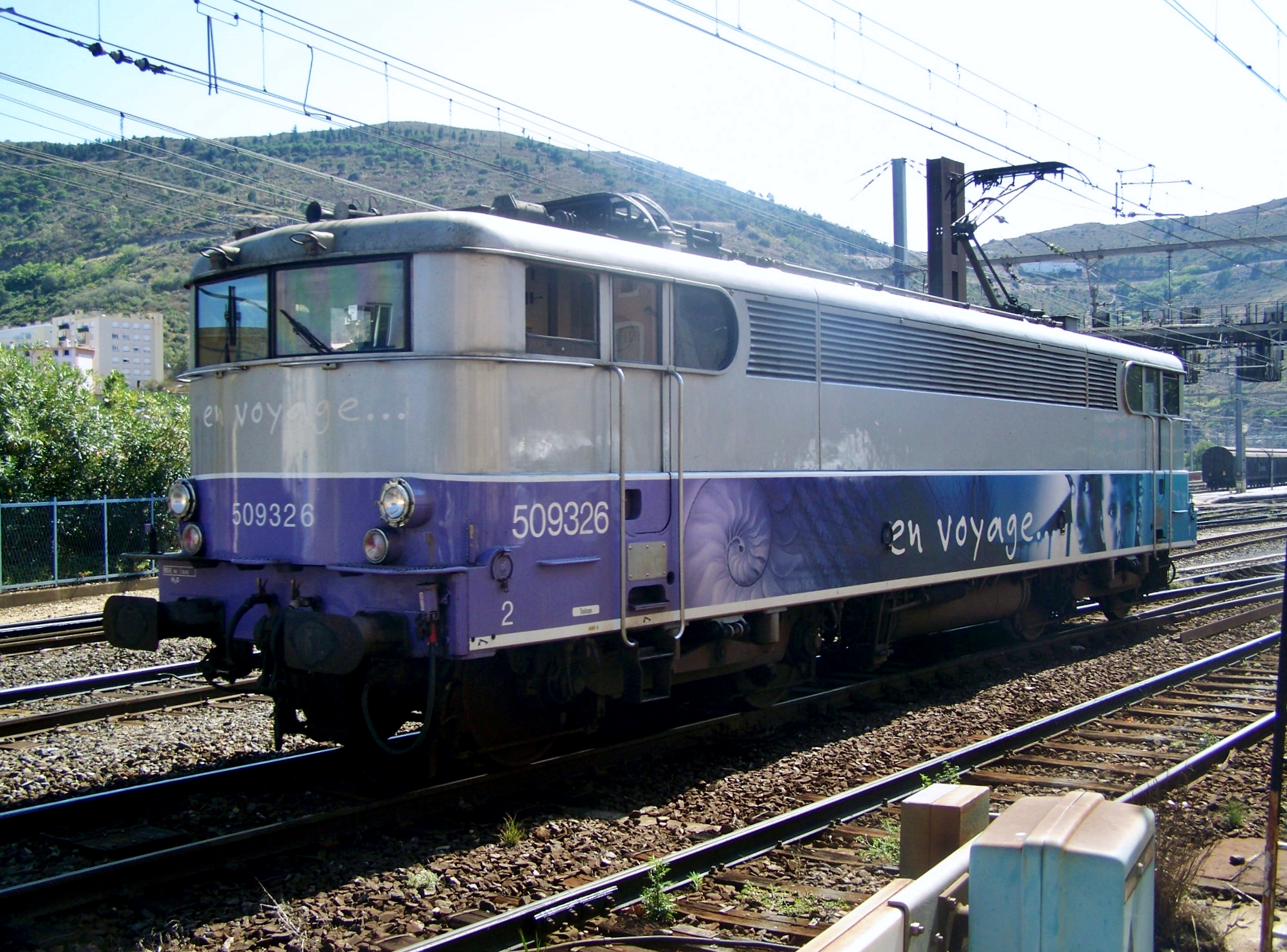
Livrée « en voyage »

## Machines particulières
- Dans Notre histoire, à la 28e minute, une possible BB 9300 en livrée verte.
- La BB 9302 a été radiée à la suite d'une collision sur un passage à niveau, survenue le 21 septembre 1990 à Chéry-Lury
- BB 9305 : elle apparait dans le film Ceux qui m'aiment prendront le train.

## Préservation
- BB 9301 : préservée depuis septembre 2014 par la Cité du train, à Mulhouse et sur des expositions itinérantes. Préservée par l'APBB 9301 depuis Juillet 2024.
- BB 9337 : préservée depuis 2011 à l'annexe de la Cité du train à Mohon. Préservée par l'APBB 9301 depuis Juillet 2024.

## Modélisme

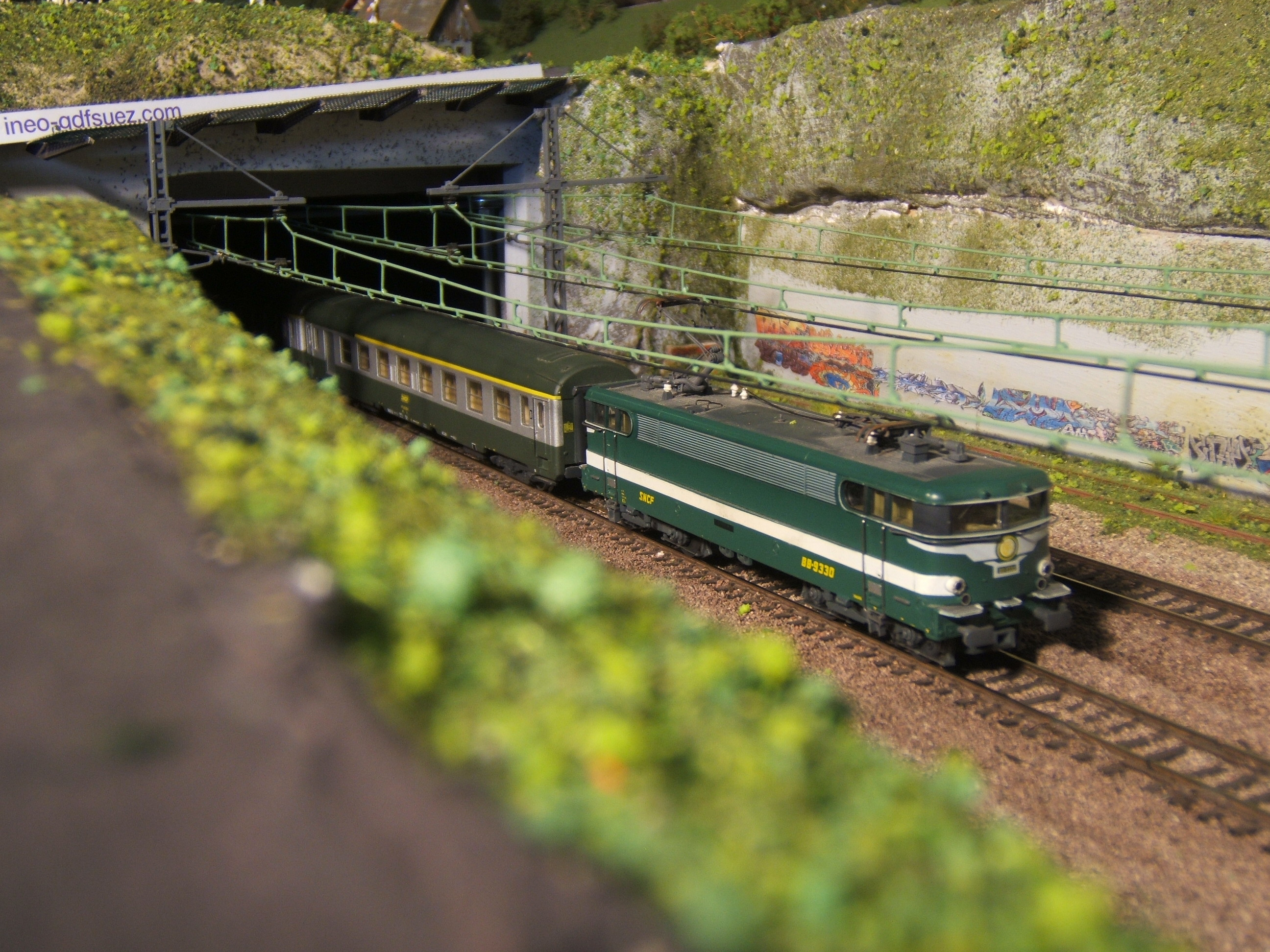
BB 9330 roco sur le réseau du Train miniature gaillacois.

- Moins connues que leurs sœurs aînées BB 9200, les BB 9300 n’ont fait que tardivement leur apparition en modélisme[9].

Les BB 9300 furent produites logiquement par des fabricants ayant déjà d’autres « Jacquemin » à leur catalogue, y compris les artisans puisque la première à voir le jour est celle de Clarel sur base Jouef, la seconde Carmina en 1985, sous forme d’un kit haut de gamme en HO. La machine Roco, également en HO, sortie en 1990 en livrée verte (BB 9313 ou 9330), met ce matériel à la portée du plus grand nombre.
Ce modèle sera suivi par une version « béton » en 1991 (BB 9312), puis par une autre en 1998, conjointement avec une livrée Multiservices (BB 9325), ces deux engins bénéficiant d’une mécanique améliorée. Une réédition de cette machine, en livrée « en voyage » cette fois (BB 9322), vient de voir le jour en 2013.
Dans les autres échelles, Arnold produit à l’échelle N un modèle en 1982 avec le numéro 9321 et pas de productions à l'intérieur de celles qui sont différentes.